# Yeşilyaka, Çayırlı
Yeşilyaka là một xã thuộc huyện Çayırlı, tỉnh Erzincan, Thổ Nhĩ Kỳ. Dân số thời điểm năm 2010 là 154 người.